# ساحل غربی آمریکا
ساحل غربی (به انگلیسی: West Coast) یا ساحل اقیانوس آرام (به انگلیسی: Pacific Coast)، به غربی‌ترین ایالت‌های ساحلی آمریکا گفته می‌شود. این اصطلاح اغلب در مورد ایالت‌های کالیفرنیا، اورگن و واشینگتن به کار رفته و به‌طور خاص به منطقه‌ای گفته می‌شود که از سمت شرق به کسکیدز، سیرا نوادا، بیابان موهاوی و از سمت غرب به اقیانوس آرام محدود می‌شود.
با حذف آلاسکا، حزب دموکرات در تاریخ معاصر بر سیاست ساحل غربی مسلط بوده‌است و ایالت‌ها به‌طور مداوم در انتخابات در سطوح مختلف به دموکرات‌ها رای می‌دهند. چهار ایالت از پنج ایالت ساحل غربی از سال ۱۹۹۲ در انتخابات ریاست جمهوری به دموکرات‌ها رای داده‌اند که سه مورد آن از سال ۱۹۸۸ رای مثبت داده‌است.

## تعریف
تعاریف متناقضی وجود دارد که کدام ایالت شامل ساحل غربی ایالات متحده است، اما ساحل غربی همیشه شامل کالیفرنیا، اورگان و واشینگتن به عنوان بخشی از این تعریف است. در بیشتر شرایط، این واژه شامل سه ایالت مجاور و آلاسکا می‌شود، زیرا همه آنها در آمریکای شمالی واقع شده‌اند. برای اهداف سرشماری، هاوایی به همراه چهار ایالت دیگر بخشی از ساحل غربی است. دانشنامه بریتانیکا به منطقه آمریکای شمالی به عنوان بخشی از ساحل اقیانوس آرام، از جمله آلاسکا و بریتیش کلمبیا اشاره می‌کند. اگرچه دائرclالمعارف گنجاندن هاوایی را به عنوان بخشی از منطقه تصدیق می‌کند، اما ویراستاران نوشتند که «از نظر زمین‌شناسی مشترک چندانی با ایالت‌های سرزمین اصلی ندارد.»
چندین فرهنگ لغت تعاریف متفاوتی از ساحل غربی ارائه می‌دهند. Lexico تعریف ساحل غربی را محدود می‌کند به «ساحل غربی ایالات متحده از واشینگتن تا کالیفرنیا». با این حال، فرهنگ لغت مکمیلان تعریف کمتری را به عنوان «ساحل غربی ایالات متحده، در امتداد اقیانوس آرام» ارائه می‌دهد. در مورد دیکشنری کمبریج، ساحل غربی «منطقه ای از سواحل اقیانوس آرام در ایالات متحده است که شامل کالیفرنیا می‌شود.»

## تاریخچه
تاریخ ساحل غربی با ورود اولین انسانهای شناخته شده قاره آمریکا، سرخپوستان آغاز می‌شود، از تنگه برینگ از اوراسیا به آمریکای شمالی بر روی یک پل زمینی، برینگیا، که بین ۴۵۰۰۰ قبل از میلاد و ۱۲۰۰۰ قبل از میلاد (۴۷۰۰۰ تا قبل از میلاد) وجود داشت، می‌گذرد. ۱۴۰۰۰ سال پیش) گروه‌های کوچک جدا شده از شکارچیان جمع‌کننده در کنار گله‌های گیاهخواران بزرگ به دور از آلاسکا مهاجرت کردند. بین ۱۶٬۵۰۰ قبل از میلاد و ۱۳٬۵۰۰ قبل از میلاد (۱۸٬۵۰۰–۱۵۰۰۰۰ سال پیش)، راهروهای بدون یخ در امتداد ساحل اقیانوس آرام و دره‌های آمریکای شمالی و احتمالاً از طریق دریا توسعه یافت.
بومیان آلاسکا، بومیان ساحل شمال غربی اقیانوس آرام و بومیان کالیفرنیا سرانجام از سرخپوستان سرخپوست سرچشمه گرفتند. آنها زبانهای مختلف را توسعه دادند و راه‌های تجاری ایجاد کردند.

## آب و هوا
ساحل غربی ایالات متحده دارای آب و هوای اقیانوسی در لبه شمال غربی، شمالی و شرقی خود به سمت مرز ایالات متحده و کانادا است، اما از مرز کالیفرنیا به سمت مرز ایالات متحده و مکزیک آب و هوا مدیترانه ای است. خط ساحلی در مقایسه با مناطق داخلی در طول تابستان دمای قابل توجهی ملایم را مشاهده می‌کند. در کالیفرنیای شمالی تفاوت ۱۷ درجه سانتی گراد (۳۰ درجه فارنهایت) بین یورکا و نهر ویلو وجود دارد، با وجود اینکه تنها ۴۰ مایل (۴۰ کیلومتر) مکان‌ها را از هم جدا می‌کند و نهر ویلو در ارتفاع ۵۰۰ متری (۱۶۰۰ فوت) واقع شده‌است. نوسانات کمی باریک‌تر را می‌توان در سراسر خط ساحلی مشاهده کرد و تا حدی می‌تواند با جریانات سرد در اقیانوس آرام که دمای سواحل را تعدیل می‌کند و رشته کوه‌ها مانع از حرکت هوای دریایی به سمت داخل به نسبت کوهپایه‌های آن در طول تابستان، توضیح داده شود. مه ساحلی همچنین در خنک نگه داشتن دمای ساحل شایع است. این امر نه تنها در منطقه خلیج سانفرانسیسکو اتفاق می‌افتد، بلکه سانتا مونیکا در لس آنجلس، کالیفرنیای جنوبی را نیز تحت تأثیر قرار می‌دهد، با اختلاف دمای سالانه بسیار اندک، اما با تابستان‌های خنک مشابه آنچه در شمال اروپا انتظار می‌رود. یک سفر کوتاه در دمای داخلی و تابستانی با بقیه ایالات متحده در همان عرض جغرافیایی قابل مقایسه است، که بعضاً گرمتر است به دلیل وزش بادهای غالب از آب و هوای بیابانی نوادا و آریزونا.